# Guerre au crime (film, 1936)
Pour plus de détails, voir Fiche technique et Distribution.
Guerre au crime (Bullets or Ballots) est un film américain réalisé par William Keighley, sorti en 1936.

## Synopsis
Al Kruger, chef d'un gang, et son bras droit, Nick Fenner, sèment la terreur en ville. Johnny Blake, policier intègre, viré par le nouveau chef de la police, est alors embauché par Kruger.

## Fiche technique
- Titre original : Bullets or Ballots
- Titre français : Guerre au crime
- Réalisation : William Keighley
- Scénario : Seton I. Miller d'après une histoire de Martin Mooney et Seton I. Miller
- Direction artistique : Carl Jules Weyl
- Photographie : Hal Mohr
- Montage : Jack Killifer
- Musique : Bernhard Kaun, M.K. Jerome et Heinz Roemheld (non crédités)
- Production : Louis F. Edelman, Hal B. Wallis producteur exécutif et Jack L. Warner producteur exécutif (non crédités)
- Société de production et de distribution : Warner Bros. Pictures
- Pays de production : américain
- Langue : anglais
- Genre : Film noir et film de gangsters
- Format : Noir et blanc - 35 mm - 1,37:1 - Son : Mono (Western Electric Mirrophonic Recording)
- Durée : 82 minutes
- Date de sortie : 
  - États-Unis : 6 juin 1936

## Distribution
- Edward G. Robinson : Détective Johnny Blake
- Joan Blondell : Lee Morgan
- Barton MacLane : Al Kruger
- Humphrey Bogart : Nick 'Bugs' Fenner
- Frank McHugh : Herman McCloskey
- Joe King : Capitaine Dan 'Mac' McLaren
- Dick Purcell : Ed Driscoll
- George E. Stone : Wires Kagel
- Joseph Crehan : Grand Jury Spokesman
- Henry O'Neill : Ward Bryant
- Henry Kolker : M. Hollister
- Gilbert Emery : M. Thorndyke
- Herbert Rawlinson : M. Caldwell
- Louise Beavers : Nellie LaFleur
- Norman Willis : Louie Vinci